# フリードリヒ・クリスティアン・フォン・ザクセン
フリードリヒ・クリスティアン・フォン・ザクセン（ドイツ語: Friedrich Christian von Sachsen, 1893年12月31日 - 1968年8月9日）は、ザクセン王家家長（1932年 - 1968年）。ザクセン王家家長の儀礼称号としてはマイセン辺境伯を称した。

## 生涯
最後のザクセン王フリードリヒ・アウグスト3世とその妃のエスターライヒ＝トスカーナ大公女ルイーゼの次男として、ドレスデンに生まれた。父王はドイツ革命の煽りを受けて1918年11月に退位し、王政も廃止された。1923年に聖職者となった兄ゲオルクが王位継承権を放棄したため、フリードリヒ・クリスティアンはザクセン王家の推定相続人となり、1932年にフリードリヒ・アウグスト3世が死去すると、家長位を継承した。
1933年、かつてザクセン選帝侯領が18世紀にポーランド・リトアニア共和国と同君連合を結んでいた関係で、ポーランド政府がフリードリヒ・クリスティアンにポーランド王となってくれるよう打診した。しかしアドルフ・ヒトラー率いる国家社会主義ドイツ労働者党の台頭、また第二次世界大戦とその後のポーランド共産化のため、フリードリヒ・クリスティアンを王に迎えてのポーランド王国復活は実現しなかった。

## 子女

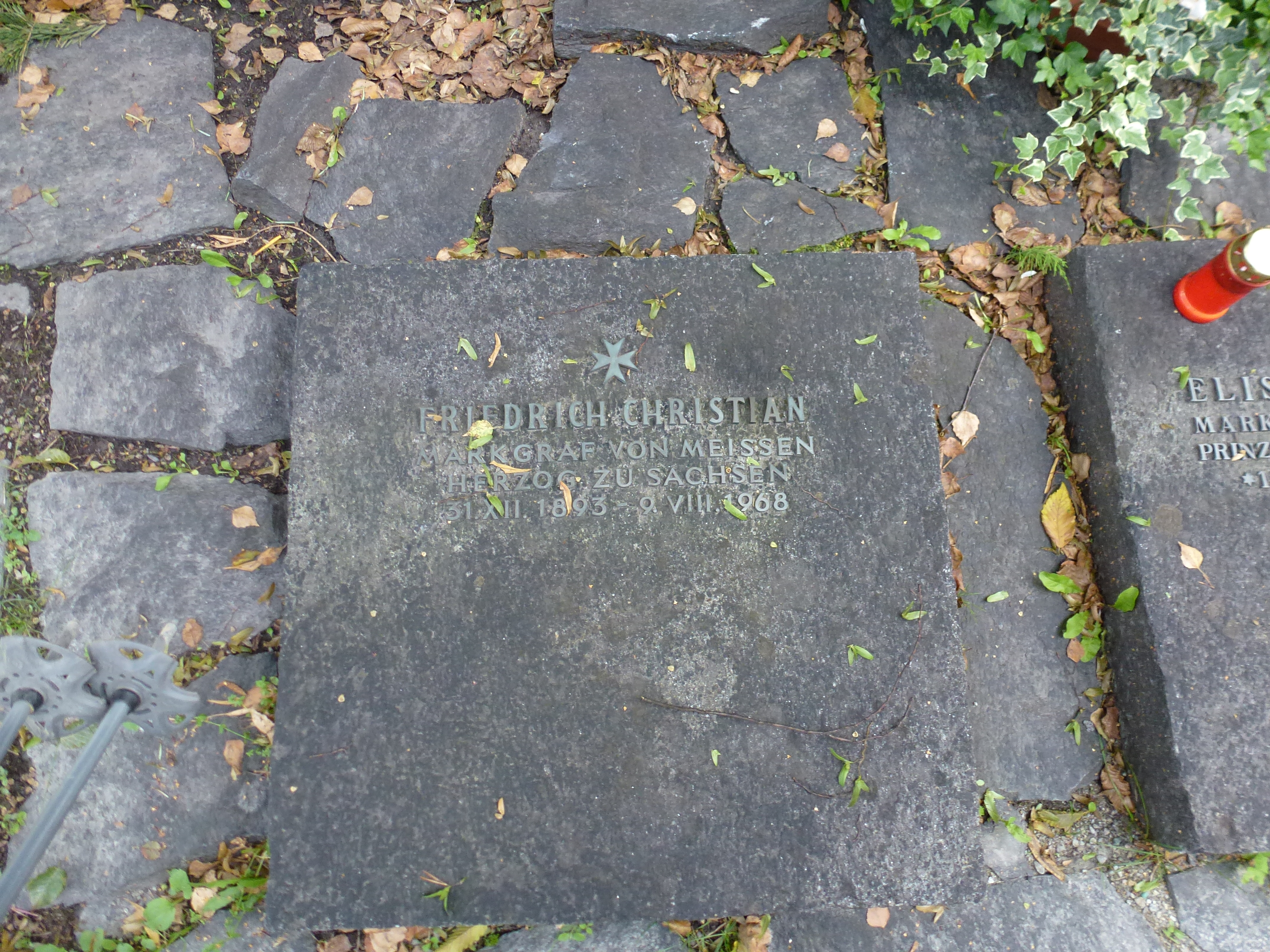
フリードリヒ・クリスティアンの墓石

1923年、トゥルン・ウント・タクシス侯アルベルトの長女エリーザベト・ヘレーネと結婚し、2男3女を儲けた。
- マリア・エマヌエル（1926年 - 2012年） - ザクセン王家家長
- マリア・ヨーゼファ（1928年 - 2018年）
- アンナ（英語版）（1929年 - 2012年） - 1953年ロベルト・アフィーフと結婚、ザクセン＝ゲッサフェ家（英語版）の始祖
- アルブレヒト（英語版）（1934年 - 2012年） - ザクセン王家家長
- マティルデ（英語版）（1936年 - 2018年） - 1968年にコーブルク＝コハーリ公子ヨハネス・ハインリヒ（英語版）と結婚

| 先代 フリードリヒ・アウグスト3世 | ヴェッティン家アルブレヒト系家長 〈名目上〉ザクセン王 1932年2月18日 – 1968年8月9日 | 次代 マリア・エマヌエル |